# 澤井敦
澤井 敦（さわい あつし、1962年 - ）は、日本の社会学者。慶應義塾大学教授。専攻は社会理論、社会学史、死の社会学。

## 略歴
三重県出身。1984年慶應義塾大学文学部社会学科卒業。1990年同大学院社会学研究科博士課程満期退学。1995年「マンハイム知識社会学の研究」で博士（社会学）の学位を取得。
1988年秋田経済法科大学経済学部助手、専任講師、1993年大妻女子大学短期大学部専任講師、助教授、1999年大妻女子大学人間関係学部助教授。2004年慶大法学部助教授、2006年教授。

## 著書
- 『カール・マンハイム 時代を診断する亡命者』東信堂 シリーズ世界の社会学・日本の社会学 2004年
- 『死と死別の社会学 社会理論からの接近』青弓社 2005年

### 共編著
- 『マンハイム研究 危機の理論と知識社会学』秋元律郎共著 早稲田大学出版部 1992年
- 『現代社会理論と情報』菅野博史,鈴木智之,小林修一,干川剛史共著 福村出版 社会と情報ライブラリ 1996年
- 『ソシオロジカル・イマジネーション 問いかけとしての社会学』鈴木智之共編著 八千代出版 1997年
- 『逍遥する記憶 旅と里程標』草柳千早,鄭暎惠共編 三和書籍 社会学の饗宴 2007年
- 『風景の意味 理性と感性』草柳千早,鄭暎惠共編 三和書籍 社会学の饗宴 2007年
- 『死別の社会学』有末賢共編著 青弓社 2015年

### 翻訳
- カール・マンハイム著 デヴィッド・ケトラー、ニコ・ステア, ヴォルカー・メジァ編『文化社会学草稿 思考の構造』学文社 1995年
- R.エドワード・フリーマン, ダニエル・R.ギルバート, Jr.『企業戦略と倫理の探求』笠原清志監訳, 細萱伸子,井上良介,庄司貴行共訳 文眞堂 1998年
- ジグムント・バウマン『個人化社会』菅野博史,鈴木智之共訳 青弓社 ソシオロジー選書 2008年
- ジグムント・バウマン『液状不安』青弓社 ソシオロジー選書 2012年

## 論文
- <澤井敦